# 金雨乡
金雨乡，是中华人民共和国四川省凉山彝族自治州会理市曾经下辖的一个乡。

## 行政区划
金雨乡撤销前下辖以下地区：
塌轳村、雨补村、阿拉村、红格拉村和上湾村。